# Allatif

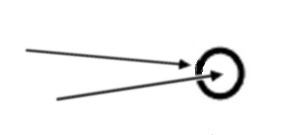
Allatyw

Ne doit pas être confondu avec Ablatif.
En linguistique, l'allatif (du latin allatum, participe passé de affero « apporter ») est un cas grammatical exprimant le lieu non clos vers lequel se produit un mouvement. L'allatif est complémentaire de l'ablatif en exprimant le mouvement en direction opposée, et l'adessif se situe entre les deux en exprimant la position en un lieu non clos sans mouvement.
Dans certaines langues, notamment les langues finno-ougriennes, l'allatif est un cas à proprement parler, utilisé régulièrement et de manière productive. D'autres langues, par exemple l'hébreu, n'y ont recours que dans quelques cas en tant que forme fossile, tandis que le mouvement vers un lieu est exprimé en général au moyen de prépositions sans flexion ni agglutination.

## Langues finno-ougriennes
Exemples en finnois (suffixe -lle) :
- piha « la cour » → menen pihalle « je vais dans la cour » (littéralement « sur la cour »),
- kirkko « église » → kirkolle « à l'église » (mouvement vers un lieu),
- tyttö « jeune fille » → tytölle « vers la jeune fille » (mouvement vers un lieu),
- ranta « plage »  → rannalle « à la plage » (mouvement vers un lieu).

Dans l'acception possessive, c'est le cas de l'acquisition en finnois: anna minulle « donne-moi » ; c'est-à-dire dans d'autres langues le datif, qui n'existe pas en finnois : Annan kirjan tytölle « Je donne le livre vers la jeune fille » (littéralement) = « Je donne le livre à la jeune fille ».
En estonien (suffixe -le) :
- tee « route » → teele « sur la route » (mouvement vers un lieu),
- isa « père » → isale « vers le père » (mouvement vers un lieu).

En hongrois (suffixe -hoz/hez/höz) :
- a ház « la maison » → a házhoz « vers la maison » (mouvement vers un lieu),
- az elnök « le président » → az elnökhöz « auprès du président » (mouvement vers un lieu).

Il est à noter que l'allatif finnois correspond à un allatif (-hoz) en hongrois quand il signifie « auprès de » (par exemple menen Pekalle «je rejoins Pekka») et à un sublatif (-ra) quand il signifie « sur ».

## Autres langues
Exemples en basque où le cas est utilisé régulièrement :
- haran « vallée » → haranera « vers la vallée » (mouvement vers un lieu),
- Bilbo « Bilbao » → Bilbora « à Bilbao » (mouvement vers un lieu).

En lituanien, l'allatif est l'un des quatre cas de lieu dits secondaires, c'est-à-dire apparus plus tardivement et probablement sous influence finno-ougrienne : par exemple miškop(i) « dans la forêt », jūrosp(i) « dans la mer » (mouvement vers un lieu) ; aujourd'hui il n'est plus utilisé que dans des formes figées, reliques du passé de la langue, qui ont une valeur adverbiale, par exemple vakarop « le soir » (adverbe), velniop « au diable ! ».
En grec ancien, quelques mots comme : Ἀθῆναι Athēnai « Athènes » → Ἀθήναζε Athēnaze « à Athènes » (mouvement vers un lieu).
En hébreu, l'accusatif du proto-sémitique est devenu de fait le cas directif dans quelques formes fossiles : הבית ha-báyt « la maison » → הביתה ha-baytáh « à la maison » (mouvement vers un lieu).